# Spilosoma wilemani
Spilosoma wilemani là một loài bướm đêm thuộc phân họ Arctiinae, họ Erebidae.